# Szilágyi Bernadett
Szilágyi Bernadett (eredeti neve: Schaffer Bernadett Judit) (Pápa, 1951. szeptember 13. –) magyar szobrász- és éremművész.

## Életpályája
Gyermekkorát Balatonfűzfőn töltötte, ahol Vágfalvi Ottónál tanult rajzot. 1966–1970 között a Pécsi Képzőművészeti Gimnáziumban tanult, ahol Rétfalvi Sándor tanította. 1973–1979 között a Magyar Képzőművészeti Főiskola hallgatója volt; itt Somogyi József oktatta. 1977–1979 között a Magyar Képzőművészeti Főiskola Mesterképzőjében tanult. 1987-től tagja a Magyar Képző- és Iparművészek Szövetségének (MKISZ) tagja, 1999–2003 között a szobrász szakosztályának vezetőségi tagja, 2004–2008 között a küldöttgyűlésének tagja volt. 1995-től a Magyar Szobrász Társaság tagja. 2002-ben a Mezőtúri Képzőművészeti Alkotótelepen dolgozott.

### Munkássága
Görögországban, Jugoszláviában, Norvégiában, Ausztriában, Németországban és az USA-ban járt tanulmányúton. A megbízásból készített monumentális díszítőszobrok, emlékplasztikák, portrék és domborművek mellett munkájána fontos részét alkották a kísérletező szemléletét tükröző kisplasztikái, érmei is. Munkái a konstruktív-geometrikus stilizáció eszközeivel építészeti, térgeometrikus elemek motívumait, motívumösszeolvadásait jeleníteték meg; ezek között kitüntetett szerepű a lépcső és a gömb, valamint az ezekre vetülő, emberi figurára emlékeztető testlenyomat. Térelemzéseit intellektuális és költői szemlélettel alkotta sorozatokká bronzból, kőből, vasból, sárgarézből.

## Családja
Szülei: Schaffer Lajos vegyész és Mármarosi Julianna óvónő voltak. Férje, Szilágyi Mihály főosztályvezető. Egy lánya van; Katalin (1982).

## Köztéri művei
- Színház (Kazincbarcika, 1979)
- Gáyer Gyula (Celldömölk, 1983)[4]

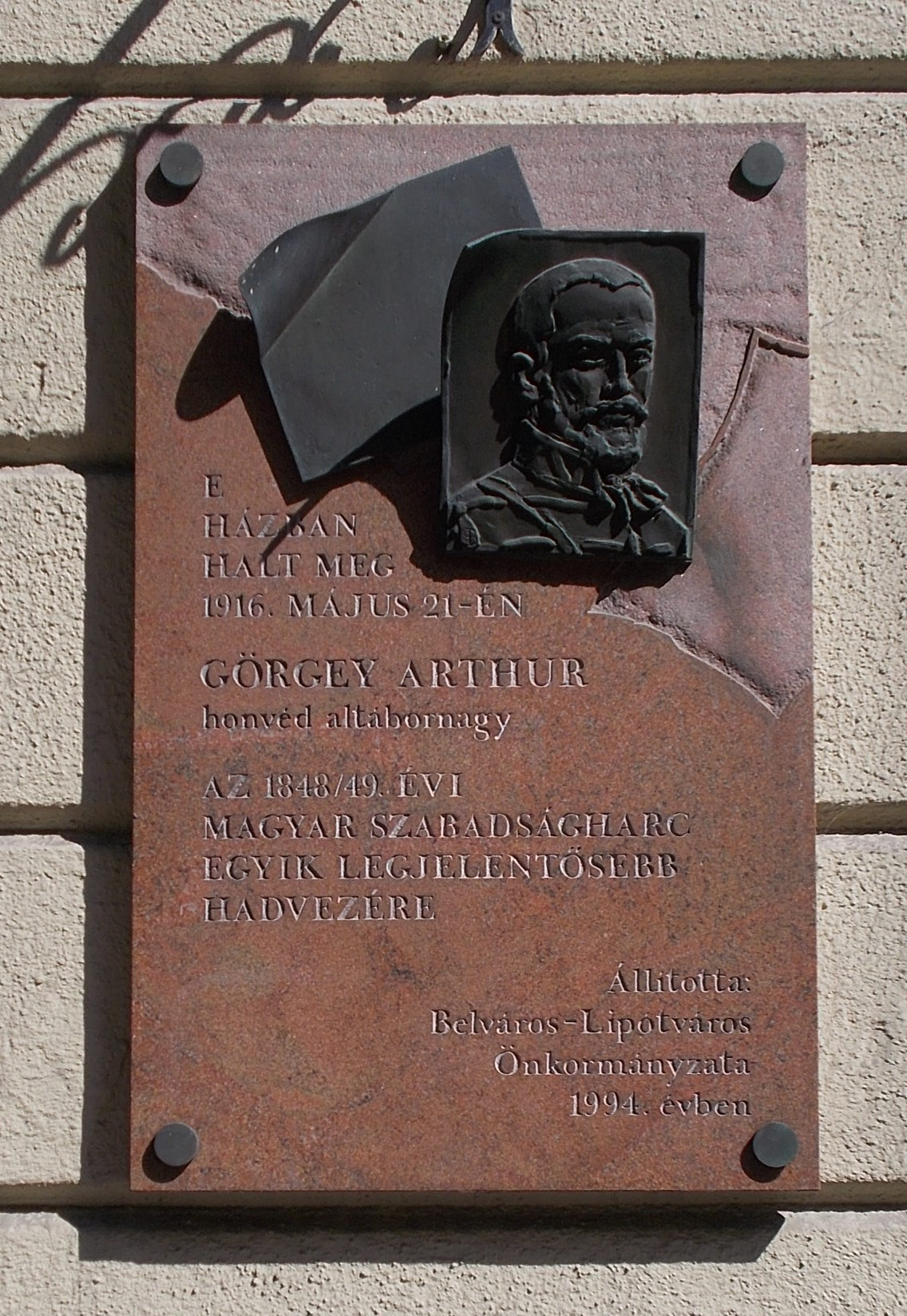
Görgey Arthur (Budapest, 1994)

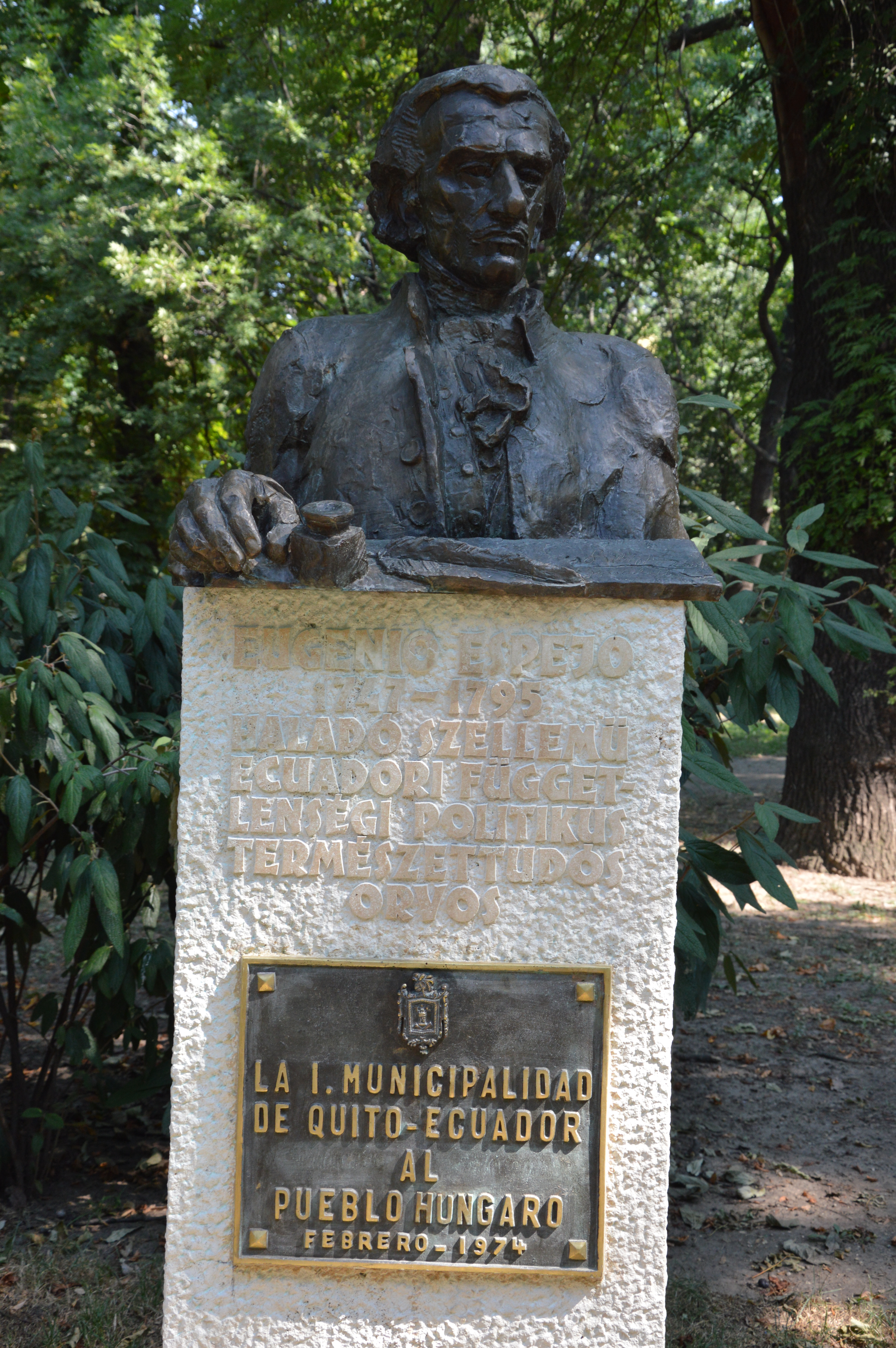
Eugenio Espejo (Budapest, 2001)

- Veszprém megye: Balaton (Veszprém, 1984)
- Veszprém megye műemlékei (Veszprém, 1984)
- Veszprém megye várai (Veszprém, 1984)
- Veszprém megye népi építészete (Veszprém, 1984)
- Veszprém megye építészeti emlékei (Veszprém, 1984)
- Nagy László-emléktábla (Iszkáz, 1984)
- Ősz (Budapest, 1984)
- Balatoni Nyár (Balatonfűzfő, 1988)
- Szabó Kornél (Balatonfűzfő, 1990)
- Ady Endre (Berhida, 1992)
- Görgey Arthur (Budapest, 1994)
- Than Károly (Budapest, 1999)
- Ortvay Rudolf (Budapest, 1999)
- Fűz-fő emlékmű (Balatonfűzfő, 2001)
- Eugenio Espejo (Budapest, 2001)
- Szabadság kapuja (Tata, 2006)
- Memento (Balatonfűzfő, 2006)
- Kompolthy Tivadar (Balatonfűzfő, 2008)
- Berhidai földrengés emlékműve (Berhida, 2015)

## Kiállításai

### Egyéni
- 1985 Balatonfűzfő
- 1994-1997, 2001, 2003, 2012 Budapest
- 2000 Tihany

### Válogatott, csoportos
- 1977, 1985, 1987, 1990-1991, 1994-1995, 1997, 1999, 2001, 2003 Budapest
- 1977 Bécs
- 1987-1993, 1999, 2005 Sopron
- 1987-1993, 1999 Pécs
- 1989 Budatétény
- 2009, 2012 Szentendre
- 2010 Szeged
- 2011 Bukarest

## Díjai
- Derkovits Gyula képzőművészeti ösztöndíj (1979-1981)
- „Az új Nemzeti Színházért” pályázat I. díja (1985)
- „Határesetek” II. díj (1997)